# Lieven Ferdinand de Beaufort

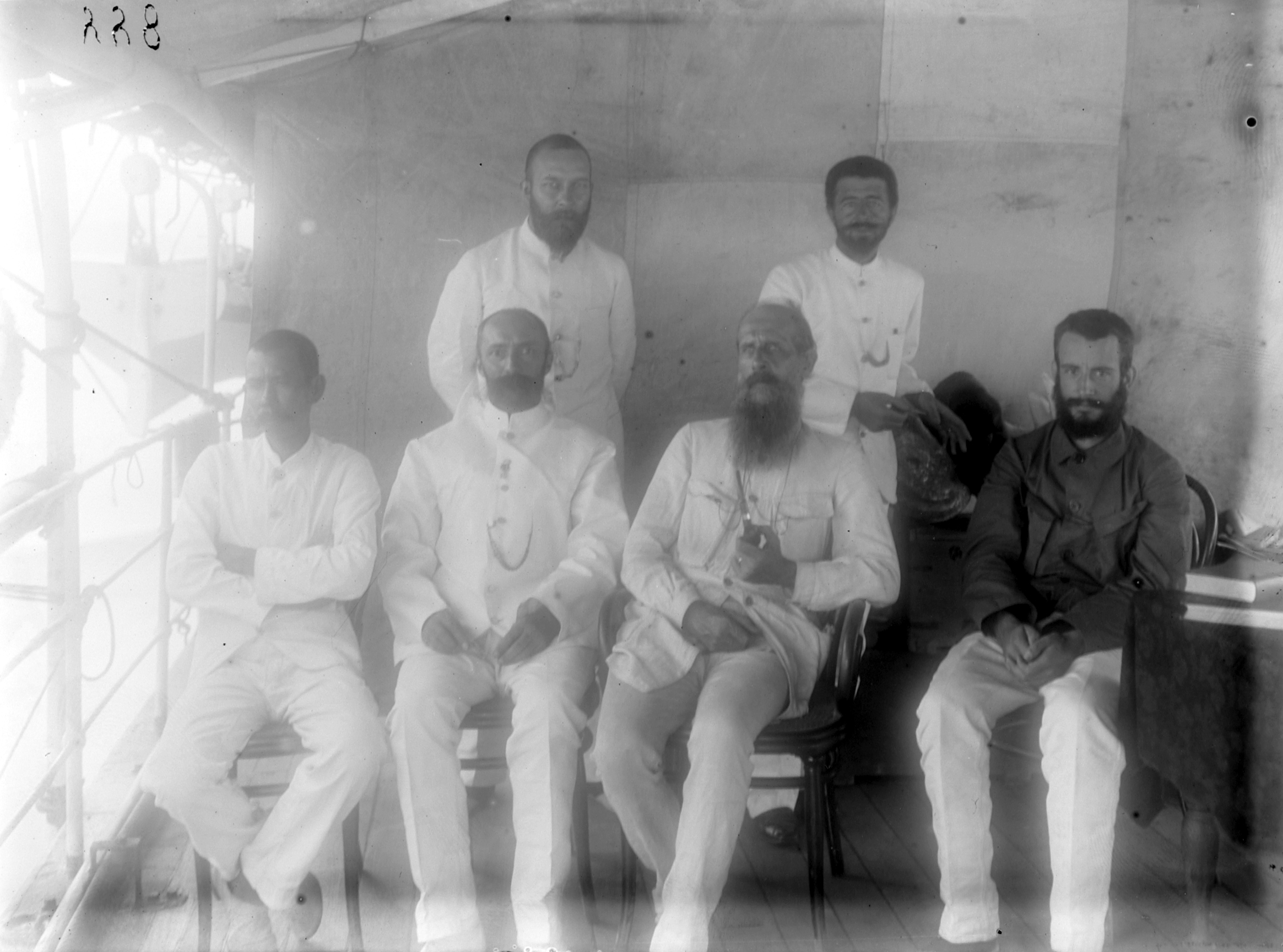
Beaufort (rechts)

Lieven Ferdinand de Beaufort (Den Treek, Leusden 23 maart 1879 - Amersfoort, 11 mei 1968) was een Nederlandse bioloog die in 1903 deelnam aan de Noord Nieuw-Guinea Expeditie. In 1908 promoveerde hij aan de Universiteit van Amsterdam op een proefschrift met de titel De zwemblaas der malacopterygii. Zijn promotor was prof. dr. Max Wilhelm Carl Weber.
In de jaren '20 van de twintigste eeuw was hij directeur van het Zoölogisch Museum van Artis in Amsterdam en in 1928 werd hij benoemd tot buitengewoon hoogleraar in de zoögeografie aan de Universiteit van Amsterdam wat hij bleef tot zijn emeritaat in 1949. Hij was leider van de afdeling Zoögrafie en farmaceutische zoölogie van 1936 tot 1949.
Het geslacht van de Beaufortia is naar hem vernoemd, evenals enkele soorten zoals de Cymbacephalus beauforti en de Syncrossus beauforti.
Hij was de vader van de motorcoureur en verzetsstrijder Hans de Beaufort.